# Leotingis
Leotingis is een geslacht van wantsen uit de familie van de Tingidae (Netwantsen). Het geslacht werd voor het eerst wetenschappelijk beschreven door Knudson in 2018.

## Soorten
Het genus bevat de volgende soort:

- Leotingis exiguus Knudson, 2018